# Наранџасти репкар
Наранџасти репкар (лат. Thecla betulae) врста је лептира из породице плаваца (лат. Lycaenidae).

## Опис врсте
Најпрепознатљивији репкар. Обично се среће покрај жбуња и уз рубове шума. Занимљиво је да се научни назив врсте везује за брезу, иако се гусенице развијају на трњини.

## Распрострањење и станиште
Раширен је у континенталној Европи, али се ретко виђа јер се углавном задржава високо у крошњама.

## Биљке хранитељке
Основна биљка Хранитељка је трњина (Prunus spinosa).